# Dolicharthria punctalis
Dolicharthria punctalis — вид лускокрилих комах родини вогнівок-трав'янок (Crambidae).

## Поширення
Вид поширений в Центральній, Південній Європі і Туреччині. Присутній у фауні України. Трапляється у вологих місцях — заплави, узлісся та лісові галявини.

## Опис
Розмах крил становить 20-25 мм, довжина переднього крила 9-11 мм. Верхня поверхня крил темно-коричневі, мають дві нерівні, трохи темніші, тонкі поперечні лінії. Зовнішня поперечна лінія різко відскакує до внутрішнього краю. Між поперечними лініями є світлий, переважно білий або жовтувато-білий півмісяць, обернений до вершини. Задні крила того ж кольору, що і передні крила, або трохи світліші. Бахрома часто темніше базового кольору крил.

## Спосіб життя
Імаго літають з травня по вересень. Гусениці живляться листям Centaurea, Plantago, Trifolium, Artemisia та Zostera marina.